# Leyr
Leyr é uma comuna francesa na região administrativa de Grande Leste, no departamento de Meurthe-et-Moselle. Estende-se por uma área de 10,74 km². Em 2010 a comuna tinha 919 habitantes (densidade: 85,6 hab./km²).